# Svržno
Svržno (německy Zwirschen) je malá vesnice, část města Hostouň v okrese Domažlice v Plzeňském kraji. Nachází se asi 1,5 kilometru severně od Hostouně. Prochází tudy železniční trať Domažlice – Planá u Mariánských Lázní, silnice II/195 a silnice II/197. Svržno je také název katastrálního území o rozloze 5,65 km².

## Historie
První písemná zmínka o vesnici pochází z roku 1233.

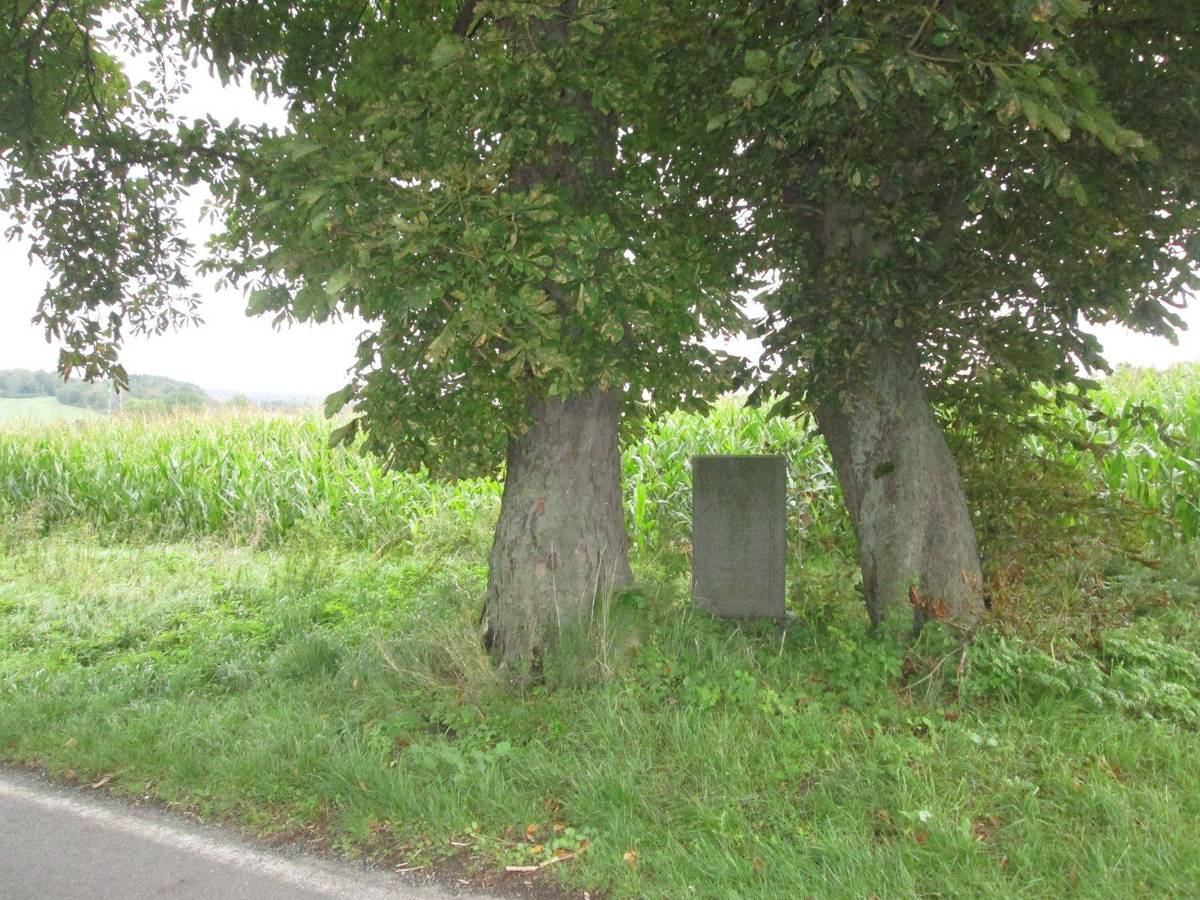
Pamětní kámen, drobná památka.

Nedaleko Hostouně se nachází pamětní kámen, jenž je připomínkou místního selského vzbouření po třicetileté válce. Ke kameni se váže příběh, který zpracovala Leontina Mašínová jako pověst a publikovala jej v knize „Z dávných dob“ pod názvem „Svrženský sedlák“.

## Obyvatelstvo
| Rok            | 1869 | 1880 | 1890 | 1900 | 1910 | 1921 | 1930 | 1950 | 1961 | 1970 | 1980 | 1991 | 2001 | 2011 | 2021 |
| -------------- | ---- | ---- | ---- | ---- | ---- | ---- | ---- | ---- | ---- | ---- | ---- | ---- | ---- | ---- | ---- |
| Počet obyvatel | 213  | 205  | 176  | 210  | 227  | 219  | 256  | 100  | 90   | 93   | 61   | 40   | 38   | 120  | 40   |
| Počet domů     | 29   | 30   | 29   | 29   | 33   | 31   | 37   | 28   | 28   | 25   | 20   | 17   | 17   | 21   | 22   |

## Obecní správa
Při sčítání lidu v letech 1850–1879 Svržno bylo osadou obce Mírkovice v okrese Horšův Týn. V letech 1880–1959 bylo samostatnou obcí v okrese Horšovský Týn (v letech 1880–1910 Horšův Týn). Od roku 1960 je částí města Hostouň v okrese Domažlice.

## Pamětihodnosti
Vrchol Černého vrchu, který se nachází jihozápadně od vesnice byl osídlen od počátku eneolitu do pozdní doby halštatské a později ve středověku ještě ve starší až střední době hradištní. V pozdní době bronzové a pozdní době halštatské se na vrchu nacházelo opevněné svrženské hradiště, které bylo na konci dvacátého století částečně zničeno těžbou kamene v sousedním kamenolomu.